# Kraniofacial kirurgi
Kraniofacial kirurgi används för att behandla missbildningar, tumörer och ansiktsskador.
Skalle (kranium) och ansikte (faciet) friläggs från sina mjukdelar så att operativa ingrepp kan göras 
utan synliga ärr. Denna kirurgi har utvecklats starkt under senare delen av 1900-talet.
Vid Sahlgrenska Universitetssjukhuset i Göteborg finns en speciell avdelning kallad ’Kraniofaciala enheten’, ledd av professor Claes Lauritzen.
Sedan juni 2011 och fem år framåt innehar Akademiska sjukhuset i Uppsala det nationella ansvaret för viss kraniofacial kirurgi, tillsammans med Sahlgrenska Universitetssjukhuset. 